# 피츠나우역
피츠나우역(독일어: Bahnhof Vitznau)은 스위스 루체른주 피츠나우 지자체에 있는 철도역이자 페리 터미널이다. 리기 철도의 표준궤 비츠나우-리기선의 종점이다. 루체른호 해운(SGV)은 루체른 호수의 루체른과 플뤼엘렌으로 가는 정기 페리 서비스를 운영한다.

## 레이아웃
역의 철도 부분에는 두 개의 선로가 있는 단일 섬 플랫폼이 있다. 턴테이블을 사용하면 기차가 역에 인접해 있지만, 역에서 거의 90도 각도로 루체른 호수와 평행한 리기 철도 역에 도달할 수 있다. 루체른호 해운의 역 건물과 교각도 호수 기슭에 인접해 있다. 아우토 슈비츠 버스는 역 시설 뒤편에 있는 제스트라세에서 짐을 싣고 내릴 수 있다.

## 운행편
2020년 12월 시간표 변경에 따라 피츠나우에서 다음 서비스가 정치한다.
- 루체른호 해운 : 루체른 부두역과 브루넨 사이를 매시간 운행한다. 일부 선박은 브루넨에서 플뤼엘렌까지 계속 운행
- 레기오 : 리기쿨름까지 매시간 운행.